# Pâques vaudoises

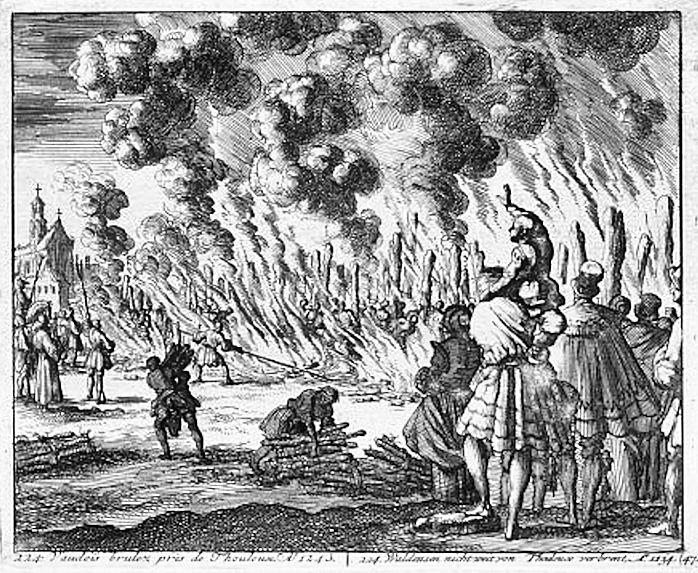

Les Pâques vaudoises, appelées aussi « Pâques piémontaises », désignent une période de répression sanglante menée en 1655 dans le Piémont par le duché de Savoie contre les populations de Vaudois de trois, puis d'une dizaine de vallées italiennes. Leur déroulement, avec l'hébergement forcé des troupes par les habitants et de nombreux sévices contre les populations locales, a préfiguré les dragonnades qui seront organisées en France une génération plus tard sous Louis XIV par le ministre de la guerre Louvois au début des années 1680.

## L'arrêt de janvier 1655 contre les trois vallées
La croisade de 1655 contre les vaudois repose, comme celle de 1545 (Luberon) et celle de 1488 (Vallouise), sur une justification juridique et religieuse, même si elle est ensuite prétexte à viols, pillages et tortures. Le docteur en droit Gastaldo, auditeur à la chambre des comptes, conservateur général de la sainte foi, chargé d'assurer l'observation des ordres publiés contre la « religion prétendue réformée » des vallées de Lucerne, de Pérouse et de Saint-Martin, fut délégué spécialement à cet effet par Christine de France, régente de Savoie. S'étant transporté à Lucerne, il y publia, le 25 janvier 1655, un arrêt demandant aux vaudois de quitter leurs vallées.

## L'arrivée de40 000soldats dans les vallées
En avril 1655, les Vaudois subissent des dragonnades et, à Pâques, 40 000 soldats, renforcés par les milices communales et commandés par le marquis de Pianezza, sont lancés, tels des croisés, sur les vallées vaudoises. Parmi eux, des réfugiés irlandais qui avaient subi chez eux les persécutions de Cromwell, relate l'historien Gabriel Audisio. 
L’occupation tourne rapidement au massacre, à Pra-du-Tour, à Villar Pellice, à Bobbio Pellice, à Rora, à Prali. Le 3 mai, le marquis de Pianezza célébrait sa victoire sur ces « hérétiques… simples bergers idiots… faux monnayeurs, apostats et sorciers »[réf. souhaitée].

## L'exil des leaders vaudois
Un héros populaire, Josué Janavel, appelle à la résistance, mais ce n’est qu’un feu de paille. Le 10 mai 1655, le Val Germanasca tombe, Janavel doit s’exiler, ainsi que le « modérateur » (responsable) Jean Léger, futur auteur d’une Histoire générale des Églises évangéliques des vallées du Piémont ou vaudoises, dont la première édition est publiée en 1659 à Leyde. Jean Léger obtient du roi français Louis XIV, au début du règne de ce dernier, et sur la recommandation d'Oliver Cromwell, la permission de faire en France une enquête sur les persécutions de l'année 1655.

## L'intervention de la communauté internationale
Les vaudois seront sauvés par la communauté internationale protestante. Oliver Cromwell décrète un jeûne national en l’honneur des martyrs. Le poète et pamphlétaire anglais, John Milton (1608 - 1674), écrit son sonnet sur Bloody Easter (« venge, ô Dieu, tes élus massacrés »). Le Danemark, la Hollande, Berne, Genève protestent et un flot de pamphlets et d’estampes anti-savoyardes envahit l’Europe. Londres envoie à Turin un ambassadeur extraordinaire, sir Samuel Morland, auteur de The History of the Evangelical Churches of the Valleys of Piemont (Londres, 1658).
La France s’en mêle ensuite : Mazarin s’émeut de ce tapage, qui touche ses alliés protestants du moment, surtout lorsque la résistance locale reprend des forces avec Josué Janavel et des officiers huguenots français. Josué Janavel est blessé, son lieutenant Bartolomeo Jahier tué et le 26 juillet 1655, les vaudois brûlent le couvent de La Tour. Finalement, Mazarin s'en mêle et l'ambassadeur de France à Turin pousse à la paix, ce qui amène le jeune duc Charles-Emmanuel II de Savoie à accorder alors des « patentes de grâce » et un pardon général. Josué Janavel, qui veut continuer le combat, est désavoué. Il trouvera un nouveau rôle 30 ans plus tard lors de la Glorieuse rentrée d'août 1689, qui voit 900 réfugiés vaudois à Genève parcourir 200 kilomètres à travers les crêtes, menés par le pasteur Henri Arnaud pour retrouver leurs villages du Piémont, en profitant du renversement d'alliance du Duc de Savoie à l'occasion de son ralliement à la ligue d'Augsbourg.

## La patente de Turin
Une assemblée de barbes vaudois se réunit du 6 au 16 février 1664 à Roccafiero (Envers Villar) pour ratifier la « Patente de Turin » obtenue de Charles-Emmanuel II de Savoie après l’intervention d’ambassadeurs suisses. Le texte, validé par le Duc de Savoie le 24 février, comporte plusieurs inconvénients, en particulier parce qu'il exige l'exil de Josué Janavel et l'interdiction du culte à St Jean, mais en échange, la liberté de culte est maintenue aux anciennes Églises des Vallées, comme dans les précédents traités, en particulier la paix de Cavour. La Patente apporta vingt années de paix après 10 ans de persécutions continuelles de 1655 à 1665. Entretemps, la Restauration anglaise et l'arrivée de Charles II, le nouveau roi d’Angleterre, catholique et cousin du roi de France Louis XIV, a changé la donne. Un peu avant l'assemblée de Roccafiero, le 24 juin 1660, les représentants vaudois avaient été réunis à La Tour de Pellice le 26 juin 1660 pour lui écrire, car il avait confisqué les sommes réunies par Oliver Cromwell pour les vallées vaudoises. Cette démarche n’obtint rien, Charles II considérant qu’il n’était pas tenu de payer les dettes d’Oliver Cromwell, qu'il considérait comme un usurpateur.